# 57e brigade de fusiliers motorisés de la Garde
Pour les articles homonymes, voir 57e brigade.
La 57e brigade de fusiliers motorisés de la Garde (en russe : 57-я гвардейская мотострелковая бригада, abrégé en 57 омсбр), de son nom complet la 57e brigade indépendante de fusiliers motorisés Krasnogradskaïa des ordres du Drapeau rouge et de Souvorov (en russe : 57-я отдельная гвардейская мотострелковая Красноградская Краснознамённая, ордена Суворова бригада), est une formation de l'armée de terre russe (n° d'unité 46102).
Le régiment fait partie de la 5e armée combinée du district militaire est, basé à Bikine, dans le kraï de Khabarovsk.

## Historique
La formation hérite des traditions de la 422e division de fusiliers (ru), formée sur ordre du quartier général du haut commandement suprême le 4 mars 1942 en Extrême-Orient. La division reçoit son baptême du feu lors de la bataille de Stalingrad, participant à des opérations militaires visant à couvrir la voie ferrée menant à Stalingrad.
Pour ses services militaires lors de la bataille de Stalingrad, la 422e division de fusiliers reçoit l'ordre du Drapeau rouge et le titre honorifique « de la Garde ». Le 1er mars 1943, la division est rebaptisée 81e division de fusiliers de la Garde (en). La division reçoit le titre honorifique Krasnogradskaïa pour la libération de la ville de Krasnohrad, dans la région de Kharkov. La division participe à la bataille de Koursk et à la traversée du Dniepr. Sa campagne militaire l’emmène en Roumanie, en Hongrie puis en Autriche.
En 1957, l'unité est rebaptisée 81e division de fusiliers motorisés de la Garde.
En 2009, l'unité est réorganisée en brigade sous le nom de 57e brigade de fusiliers motorisés de la Garde.
Depuis 2022, la brigade participe à l'invasion de l'Ukraine par la Russie et est notamment engagée dans la bataille de Bakhmout jusqu'en mai 2023. Le 9 juin 2023 lors de la contre-offensive d'été ukrainienne, les forces ukrainiennes avancent le long de la rive occidentale du canal de la rivière Donets, à l'ouest d'Andriïvka, et forcent la 57e brigade et l'unité « Storm-Z » à se retirer de leurs positions  le long du canal,.